# Sextus Octavius Fronto
Sextus Octavius Fronto war ein im 1. und 2. Jahrhundert n. Chr. lebender römischer Politiker.
Durch Militärdiplome ist nachgewiesen, dass er am 13. Mai 86 n. Chr. zusammen mit Tiberius Iulius Candidus Marius Celsus Suffektkonsul war. Zwei weitere Diplome belegen, dass er am 15. Juni 92 Statthalter der Provinz Moesia inferior war. Dieses Amt übte er bis ins Jahr 97 aus. Er wird auf drei Diplomen, die auf den 9. September 97 datiert sind, genannt. An diesem Tag war aber schon sein Nachfolger, Quintus Pomponius Rufus, im Amt.
Eine Ehreninschrift, die für ihn in griechischer Sprache errichtet wurde, wurde bei Balaklawa auf der Krim gefunden.